# Aperibé
Aperibé est une ville de l'État de Rio de Janeiro au Brésil. La ville comptait 10 215 habitants en 2012 et sa superficie est de 89 km2.

## Maires
| Période | Période | Identité              | Étiquette | Qualité |
| ------- | ------- | --------------------- | --------- | ------- |
| 2009    | 2012    | Flávio Gomes de Sousa | PSB       |         |